# Exclusieve economische zone

De EEZ strekt zich tot 200 zeemijl buiten de kust uit.

Een exclusieve economische zone (EEZ) is een gebied dat zich tot 200 zeemijl (370,4 km) buiten de kust van een staat uitstrekt. Binnen deze zone heeft deze staat een aantal rechten, zoals het recht op exploitatie van de aanwezige grondstoffen, het recht op visserij en recht op wetenschappelijk onderzoek. Een land dat een EEZ instelt is verantwoordelijk voor het beheer van de natuur in dit gebied. Hierover zijn afspraken gemaakt in het VN-Zeerechtverdrag.
Exclusieve economische zones (EEZ's) liggen buiten de territoriale wateren en zijn dus deel van de internationale wateren. Voor EEZ's geldt dan ook andere wetgeving dan voor territoriale wateren. Wel hebben staten het recht om kunstmatige eilanden en bouwwerken te plaatsen in de EEZ. Om deze kunstmatige eilanden en bouwwerken te beschermen kunnen staten zogeheten 'safe havens' opstellen in de EEZ, die zich uit kunnen strekken tot 500 meter buiten het kunstmatige eiland of bouwwerk.
Peru was in de jaren 1950 het eerste land dat een EEZ instelde. Vanaf 1970 volgden steeds meer landen dit voorbeeld. In 1990 beschikten 74 landen over een EEZ, en 22 landen over een EEZ voor visserij.
De EEZ is niet te verwarren met het continentaal plat. Dit laatste kan in sommige gevallen tot voorbij de EEZ reiken, zodat aangrenzende landen er nog beperkte economische rechten hebben.

## Europese unie

De EEZ van de Europese Unie.